# Jerry Craft
Jerry Craft (né le 22 janvier 1963 à New York) est un auteur de bande dessinée et illustrateur américain.
Il est surtout connu pour son comic strip Mama's Boyz (1990-2013) et pour être le premier auteur de bande dessinée lauréat de la médaille Newbery, avec New Kid (en) (2019).

## Biographie
En 1987, il crée le comic strip aux personnages afro-américains The Outside View, qu'il diffuse lui-même. En 1990, il retravaille cette série et la renomme Mama's Boyz, que The City Sun (en) puis quelques autres quotidiens publient.
En 1995, Mama's Boyz est repris par King Features Syndicate, lui assurant une diffusion plus importante. De 1998 à 2006, il travaille également comme producteur web pour Sport Illustrated Kid. C'est également à la fin des années 1990 qu'il se décide à se lancer dans l'auto-édition ; il publie des recueils de son comic strip et des ouvrages indépendants.
En 2013, Craft met fin à Mama's Boyz. En 2019, Harper Collins publie son roman graphique New Kid (en), qui lui vaut en 2020 le prix Coretta-Scott-King (en) et surtout la médaille Newbery, qui n'avait jusque-là jamais distingué d'auteur de bande dessinée. Cette bande dessinée est retirée d'une partie des bibliothèques scolaires du Texas en 2021, les autorités de l’État ayant entrepris une chasse aux ouvrages jugés «woke».